# 花応院
花応院（かおういん）は、神奈川県藤沢市西俣野にある曹洞宗の寺院。山号は西嶺山。

## 歴史
慶長9年（1604年）に開山は国境と開基は祖桂として創建された。
近くにあった閻魔堂（法王院 十王堂、浄土宗、常光寺末寺、武蔵国六浦金沢からの金沢道沿い。小栗判官の墓がある。座標：北緯35度22分38.4秒 東経139度29分29.3秒 / 北緯35.377333度 東経139.491472度）が天保11年間（1840年）に火災にあい閻魔大王像が運び込まれた。

## 本尊
- 聖観音 - 江戸時代作

## その他の仏像
- 閻魔大王像 - 木造 像高104cm 近くにあった閻魔堂が火災にあったため担ぎこまれたと伝えられている。
- 閻魔大王像 - 石造 安山岩（伊豆石） 像高24cm 安土桃山時代頃 木造の閻魔像の胎内仏 藤沢市指定文化財[4][5]

## 交通
- 鉄道
  - 六会日大前駅（小田急電鉄江ノ島線） 徒歩で25分ほど